# Aeroklimatologie
Die Aeroklimatologie ist ein Teilgebiet der Klimatologie und beschäftigt sich mit den allgemeinen klimatischen Gesetzmäßigkeiten der universellen Zirkulation und des Aufbaus der Atmosphäre. Sie befasst sich mit der Untersuchung des Klimas der freien Atmosphäre. Ihre primären Aufgaben umfassen die Erfassung, Aufbereitung, Analyse, Darstellung und wissenschaftliche Interpretation aerologischer Messdaten, die mittels Radiosonden gewonnen werden. Diese Daten dienen sowohl der Forschung als auch praktischen Anwendungszwecken.
Die Aeroklimatologie nutzt verschiedenste Messverfahren und Messgeräte, um geeignete Daten für die theoretischen und weitere praktische Untersuchungen zu gewinnen. Neben Radiosonden und Pilotballons setzt man Höhenraketen sowie künstliche Erdsatelliten ein.
Grundlage der Aeroklimatologie bilden die Fachgebiete Fluiddynamik, Luftchemie und Atmosphärenphysik.